# Becherbach (Pfalz)
Becherbach ist eine Ortsgemeinde im Landkreis Bad Kreuznach in Rheinland-Pfalz. Sie gehört der Verbandsgemeinde Nahe-Glan an.

## Geographie
Becherbach liegt in der Pfalz südlich von Meisenheim.
Ortsteile sind die Dörfer Becherbach (ca. 550 Einwohner), Gangloff (etwa 275 Einwohner) und Roth (etwa 275 Einwohner). Zum Ortsteil Becherbach gehören auch die Wohnplätze Kirnbuscherhof, Römerhof und Rothenbaumerhof.

## Geschichte
Jungsteinzeitliche Funde wurden in Gangloff und Roth gemacht.
Die römische Verbindungsstraße Bad Kreuznach-Otterberg führte über den Rossberg bei Becherbach und Gangloff. Eine nach Odenbach führende Abzweigung führte zwischen Becherbach und Roth vorbei, der in dieser Gegend verlaufende Weg heißt heute noch „Römerstraße“. Auf dem Gipfel des Rossbergs wurden zwei quaderförmige Steine, die Mercurius und seiner Mutter Maia geweiht waren, sowie zwei römische Münzen und Ziegel samt Stempel gefunden. Diese Fundstücke sind alle verschollen. In der Dorfkirche fand man einen römischen Grabstein, auf dem Friedhof von Gangloff einen Viergötterstein. In Roth wurden keine römischen Funde gemacht.
Für die Ortsteile Becherbach und Gangloff lässt sich aufgrund der Ortsnamen eine Gründung in fränkischer Zeit vermuten. Erstmals urkundlich erwähnt werden die drei Dörfer 1336 (Roth), 1356 (Becherbach) und 1519 (Gangloff). Die ganze heutige Ortsgemeinde stand unter der Herrschaft der Grafen von Veldenz, nach deren Aussterben ging sie an das Wittelsbacher Herzogtum Pfalz-Zweibrücken und dann an das Königreich Bayern über. Im Mittelalter besaß das Kloster Otterberg Rechte auf Abgaben im Ort.
Lange Zeit lag Becherbach an der Grenze zweier Staaten: Meisenheim, das zuvor zeitweise (wie auch heute wieder) Becherbach als Verwaltungssitz übergeordnet gewesen war, gehörte nach dem Wiener Kongress 1815 zu Hessen-Homburg und ab 1866 bis 1946 zu Preußen. Die Grenze war damit nur etwa 7–9 km von den heute zur Ortsgemeinde gehörenden Dörfern entfernt.
Die NSDAP-Ortsgruppe in Becherbach wurde im Oktober 1927 von Emil Gauer gegründet. Die Wahlergebnisse der NSDAP lagen zwischen 1928 und 1933 über dem Durchschnitt des Reiches. Die antisemitische Zeitung „Der Stürmer“ schrieb im April 1936, die Bevölkerung von Odenbach, Becherbach und Umgebung sei in der „Judenfrage“ zum Teil noch „stark vernagelt und hinterm Mond daheim“. Anlass war die Beerdigung einer Odenbacher Jüdin, die von verschiedenen (namentlich erwähnten) Einwohnern der genannten Orte besucht worden war.
1954 bekam Becherbach die erste Wasserleitung, was der erste Schritt zur „Modernisierung“ des kleinen Dorfes war.
Die heutige Ortsgemeinde Becherbach entstand am 7. Juni 1969 durch Neubildung aus den zuvor eigenständigen Gemeinden Becherbach/Pfalz (532 Einwohner), Gangloff (270) und Roth (274). Gleichzeitig erfolgte die Ausgliederung aus dem Landkreis Kusel und die Neuzuordnung zum Landkreis Bad Kreuznach. Damit endete die seit dem Wiener Kongress gültige administrative Zuordnung der drei Dörfer zur Pfalz und zugleich ihre Trennung vom vormaligen Amtssitz Meisenheim.
Am 22. Januar 2011 musste die gesamte Bevölkerung Becherbachs (ohne Gangloff und Roth) evakuiert werden, da in einer Scheune neben Maschinengewehren und Handgranaten große Mengen Sprengstoff gefunden wurden. Nach Angaben der Polizei war es vermutlich die größte Menge Sprengstoff, die bundesweit je bei einem Privatmann gefunden wurde. Nach der Evakuierung brachten Experten den Sprengstoff u. a. unter Einsatz eines ferngesteuerten Roboters erfolgreich kontrolliert zur Explosion.

### Bergwerkswesen
Unter Herzog Wolfgang von Pfalz-Zweibrücken wurde 1546 das sogenannte „Odenbacher Flöz“ (Steinkohle) entdeckt, das unter anderem in Reiffelbach gefördert wurde. In der heutigen Gemeinde Becherbach wurde dieser Rohstoff nur in den Dörfern Gangloff und Roth abgebaut. Das Bergwerk in Roth stand mit dem Odenbacher Bergwerk durch einen Gang in Verbindung, eines nahe bei Roth in der (Hollerbach) stand in Verbindung mit dem Reiffelbacher Bergwerk. Untereinander gab es jedoch zwischen den Dörfern der heutigen Ortsgemeinde Becherbach keine Verbindungsgänge.
Im Ortsteil Becherbach wurde 1799 ein reines Kalkbergwerk an den südlichen Hängen in Richtung Reipoltskirchen betrieben.

### Religion

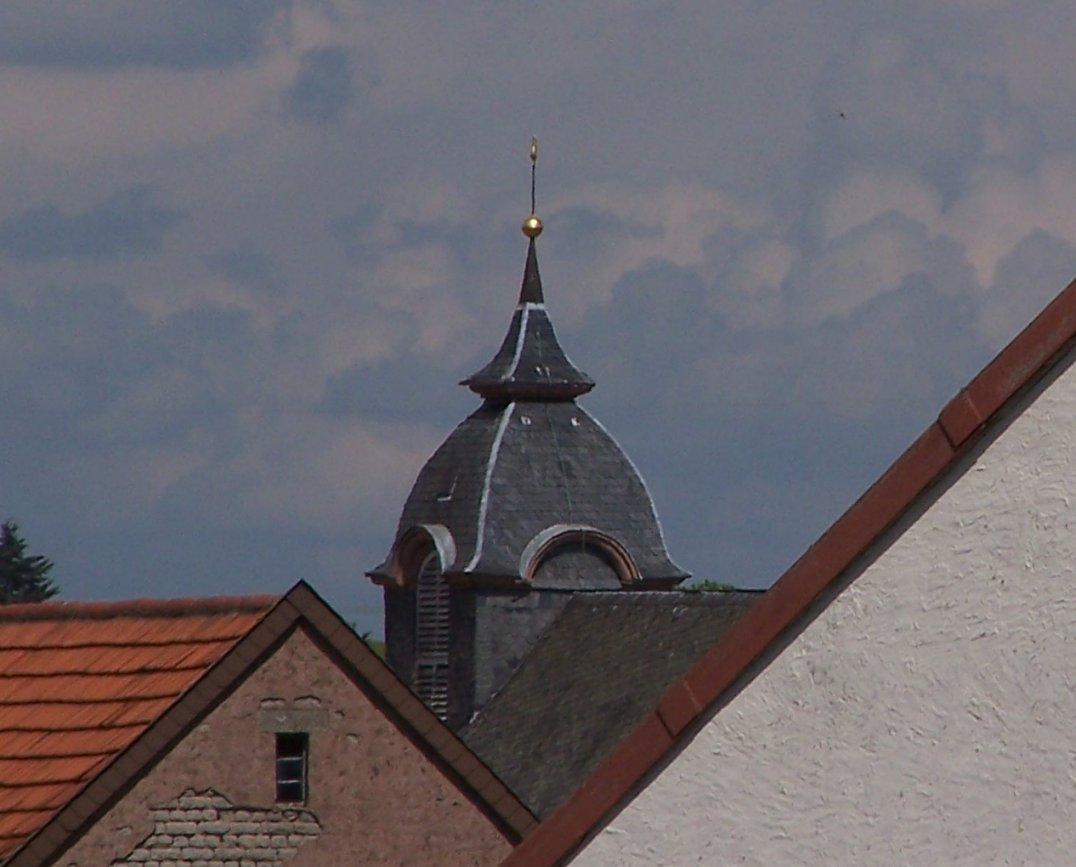
Kirche im Ortsteil Becherbach

Die Einwohner sind vorwiegend evangelisch.
Becherbach gehört seit 1975 zur Kirchengemeinde Odenbach, die wiederum – als eine der nördlichsten Gemeinden – der Evangelischen Kirche der Pfalz zugeordnet ist.

## Politik

### Ortsbürgermeister
- Wolfgang Paulus, (SPD; 1991–2009)
- Manfred Denzer (SPD; 2009–2024)
- Roland Riemenschnitter (SPD, seit 2024)[8]

Die Wiederwahl Manfred Denzers 2019 sowie die Wahl Roland Riemenschnitters 2024 erfolgten durch den Gemeinderat, nachdem zu den Direktwahlen im Rahmen der jeweiligen Kommunalwahl kein Kandidat angetreten war.

## Sonstiges
- Der Name „Becherbach“ stammt vermutlich von den Pechbrennern (mittelhochdeutsch und pfälzisch Becher, Plural Becherer) ab, die dort früher arbeiteten. Der Name „Gangloff“ kommt von St. Gangolf; der in Deutschland recht häufige Name „Roth“ weist auf eine Rodung hin.
- Das Wappen Becherbachs entstand 1952 aus einem Symbol für die Namensgeber Becherbachs, die Pecher, dem Pechkorb, und den Farben von Pfalz-Zweibrücken, rot und gold. Ein inoffizielles Wappen Roths besteht aus einem auf einem Dreiberg stehenden Baum sowie zwei gekreuzten Bergwerkshämmern links und einer Pflugschar rechts, während Gangloff im Wappen des dort ansässigen Dudelsackbläser-Vereins „St. Gangolf Pipes & Drums“ durch ein Bild St. Gangolfs, ein Ross für den zwischen Becherbach und Gangloff gelegenen Rossberg und einen heiligen Brunnen symbolisiert wird.
- Das einzige größere nichtkirchliche Fest in Becherbach ist die Kerb, die von Freitag bis Montag – mit einem Umzug am Sonntag – am ersten Septemberwochenende gefeiert wird. Auch die anderen Ortsteile haben zu etwa derselben Zeit ihre eigene Kerb.
- Becherbach wird oft mit dem ebenfalls im Landkreis Bad Kreuznach liegenden Becherbach bei Kirn verwechselt.
- Gangloff hat einen eigenständigen Fußballverein, der auch in der Jugendarbeit aktiv ist.

## In Becherbach geboren
- Emil Gauer (1905–1991), Politiker (NSDAP)
- Erich Müller-Gangloff (1907–1980), evangelischer Akademie-Direktor und Autor
- Jule Polsz (* 2001), Handballspielerin